# Alwin Bielefeldt

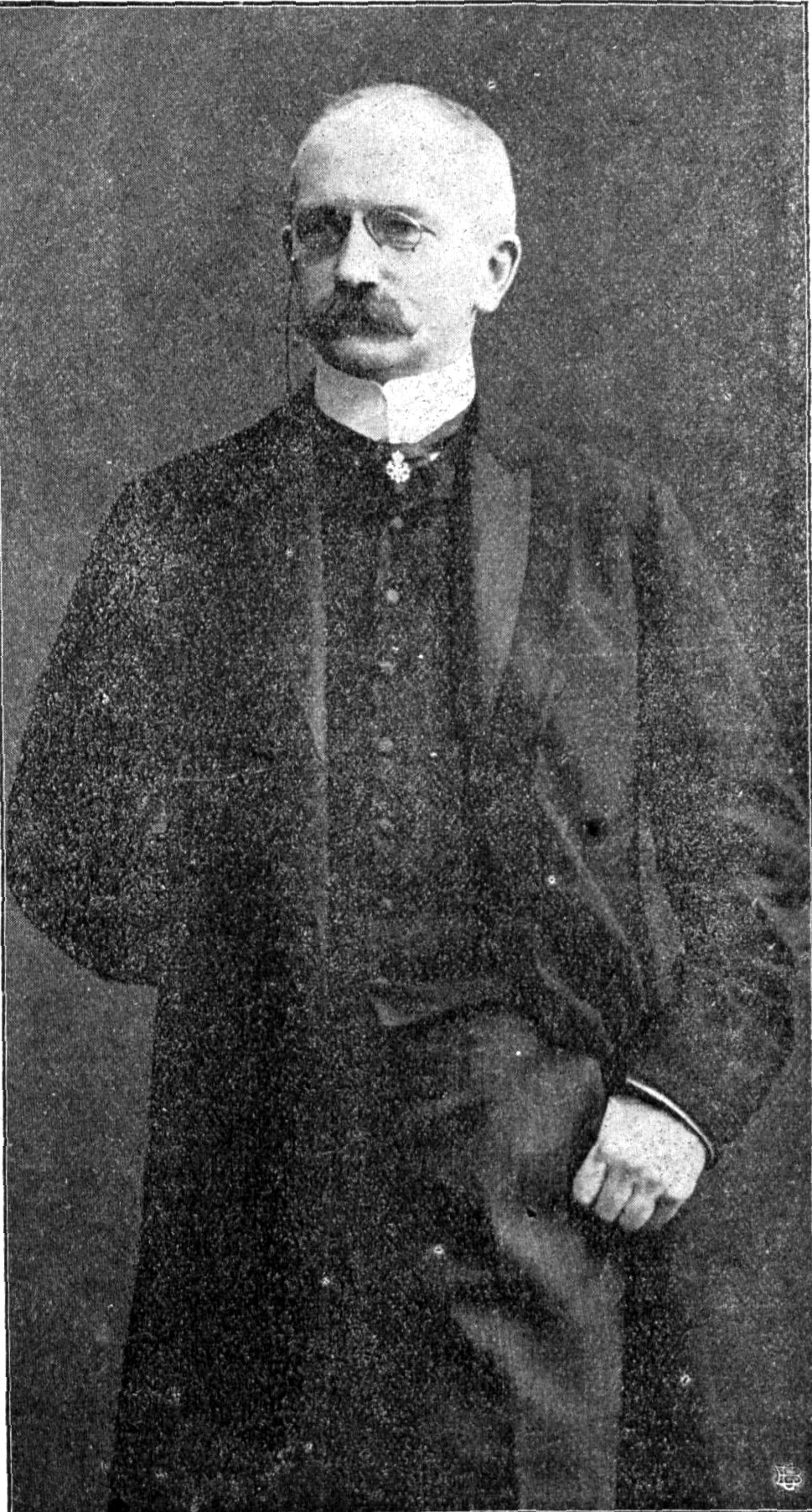
Kaiserl. Geh. Regierungsrat Bielefeldt

Alwin Bielefeldt (* 21. September 1857 auf dem Rittergut Groß Garz; † 23. Dezember 1942 in Berlin) war ein deutscher Verwaltungsjurist, Ministerialbeamter im Reichsversicherungsamt und Pionier des Kleingartenwesens.

## Leben und Wirken
Der in der Altmark geborene Bielefeldt studierte, nachdem er das Gymnasium in Osterburg und Stendal besuchte, in Göttingen, Leipzig und Straßburg die Rechte. In Göttingen wurde er 1878 Mitglied des Corps Bremensia Göttingen und in Straßburg trat er 1879 dem Corps Rhenania Straßburg bei.  Bielefeldt bestand in Colmar 1881 sein Vorexamen zum Gerichtsassessor. Er war als Regierungsassessor in der Landesverwaltung Elsass-Lothringens, dann von 1885 bis 1891 in der Kreis- und Bezirksverwaltung des Reichslandes tätig.
Auf den Vorschlag der Regierung wurde er 1891 in das Reichsversicherungsamt nach Berlin berufen. Hier war er zuerst Regierungsrat und gehörte ihm ab 1898 als Senatsvorsitzender und Geheimer Regierungsrat an. Als Vertreter des Reichsversicherungsamts nahm er an der Weltausstellung Paris 1900 teil, wo er das deutsche Sozialversicherungssystem vorstellte. Hier lernte er das Projekt des Jesuitenpaters Felix Volpette (1856–1922) in Saint-Étienne kennen, Gärten für Arbeiter zu schaffen.
Im Oktober 1901 gründete er in Berlin die erste Kolonie nach französischem Vorbild. Am Fürstenbrunner Weg in Charlottenburg-Westend entstanden die ersten 84 Arbeitergärten. Träger der Arbeitergärten vom Roten Kreuz wurden das Deutsche Rote Kreuz und der Vaterländische Frauenverein. Die Berliner Arbeitergärten entwickelten sich neben den Laubenkolonien und den Schrebergärten als eigene Form der Kleingärten. 1906 wurde Bielefeldt zum Generalsekretär des Zentralverbandes Deutscher Arbeiter- und Schrebergärten gewählt.

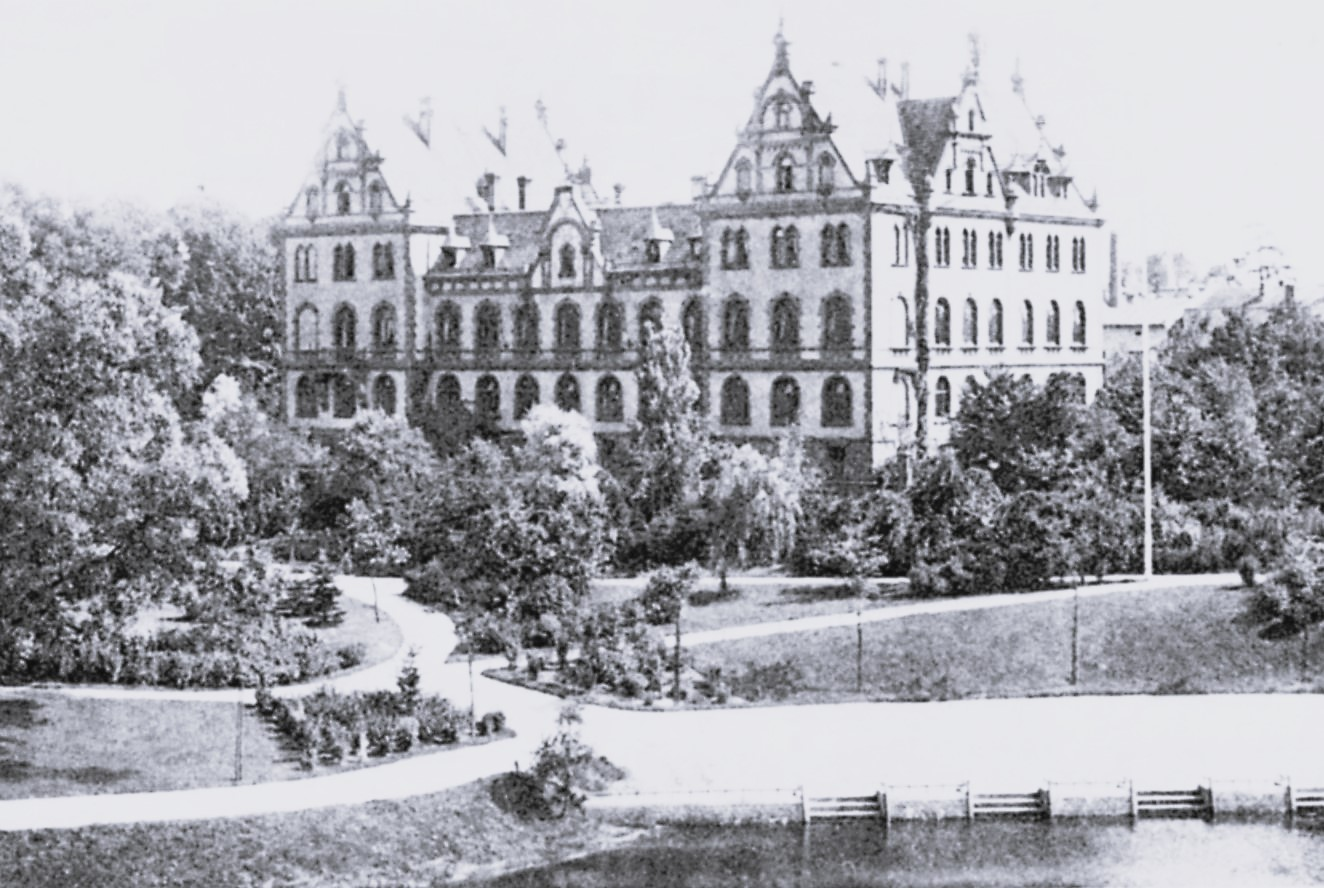
Hanseatische Landesversicherungsanstalt am Anfang des 20. Jahrhunderts

Am 6. Oktober 1906 verstarb Hermann Gebhard, der Direktor der Landesversicherungsanstalt der Hansestädte mit Sitz in Lübeck, und der Lübecker Senat berief, im Einvernehmen mit den Senaten von Hamburg und Bremen, Herrn Geh. Kaiserl. Regierungsrat Alwin Bielefeldt zu dessen Nachfolger.
Am 2. Februar 1907 wurde Bielefeldt durch den Senator Neumann in sein Amt eingeführt.
Er übte dieses Amt bis zu seiner Pensionierung im Jahr 1924 aus. Auch in Lübeck setzte er sich für die Schaffung von Arbeitergärten ein. Nach einem Vortrag Bielefeldts in der Gesellschaft zur Beförderung gemeinnütziger Tätigkeit im März 1908, in dem er die Bedeutung der Arbeitergärten für die Volksgesundheit sowohl wie für die Anbahnung eines friedlicheren und verständnisvolleren Verhältnisses zwischen den bemittelten und unbemittelten Schichten hervorhob, bildete sich ein Komitee, dem neben ihm auch Senator Ewers und Senator Vermehren angehörten, um die Anlage solcher Gärten zu ermöglichen. Schon im selben Jahr konnte eine Pacht-Fläche zwischen dem Elbe-Lübeck-Kanal und der Geniner Straße parzelliert und an Arbeiter vergeben werden. Bis 1928 entstanden allein in Lübeck auf 10 Gartenfeldern rund 2000 Gärten verschiedener Größe.
Die französische Regierung ernannte den Geheimrat im Jahre 1908 zum Officier d'Académie.
Im Ersten Weltkrieg leitete Alwin Bielefeldt ehrenamtlich die Zentralstelle für Gemüsebau im Kleingarten beim Reichsernährungsamt. Von 1921 bis 1923 war er Präsident des Reichsverbandes der Kleingartenvereine Deutschlands und wurde nach Niederlegung seines Amtes zu dessen Ehrenvorsitzenden ernannt. 1924 war er maßgeblich an der Gründung einer Spar- und Darlehenskasse für den Reichsverband beteiligt und wurde zum ehrenamtlichen Vorsitzenden berufen.
In seinem Ruhestand blieb Bielfeldt zunächst in Lübeck. 1934 zog er sich nach Berlin in die Einsamkeit der Großstadt zurück, in dem Bewußtsein, meine soziale Lebenspflicht nach Möglichkeit erfüllt und meinen Charakter im Kampf um meine Ideale bewahrt zu haben, nachdem er nach dem Machtantritt der Nationalsozialisten der Gewalt unterlegen war.
Nach Bielefeldt ist ein 1928 gegründeter Kleingartenverein in Berlin-Lichtenberg an der Rhinstraße benannt.
2011 wurde an seiner Wirkungsstätte in Lübeck, die inzwischen als städtisches Verwaltungszentrum genutzt wird, eine Gedenktafel angebracht.

## Schriften
- Wie erlange ich sicher eine Invaliden- oder Altersrente oder eine Beitragserstattung auf Grund des Invaliditäts- u. Altersversichergsgesetzes? Praktische Rathschläge für Versicherte ... unter Berücksichtigung der Revisionsentscheidungen des Reichs-Versicherungsamts. Berlin: A. Asher & C. 1895
- Die Heilbehandlung der gegen Unfall und Invalidität versicherten Arbeiter in Deutschland: im amtlichen Auftrage für die Weltausstellung zu Paris. Berlin: Asher 1900
- mit Konrad Hartmann, Gustav Adolf Klein, Ludwig Lass, Friedrich Zahn: Die deutsche Arbeiterversicherung als soziale Einrichtung. Im Auftrag des Reichs-Versicherungsamts dargestellt für die Weltausstellung in St. Louis 1904. Berlin: Asher 1904

2. Auflage, im Auftr. d. Reichs-Versicherungsamts f. d. 7. internat. Arbeiterversich.-Kongr. in Wien 1905. Berlin: Asher 1905
3. Auflage im Auftr. d. Reichs-Versicherungsamts f. d. 5. internat. Kongreß f. Versicherungswiss. u. d. 4. internat. Kongreß f. Versicherungsmedizin in Berlin 1906. Berlin: Asher & Co. 1906
- mit Heinrich Förster und Walter Reinhold: Zur Geschichte des deutschen Kleingartenwesens: Bearbeitet im Auftrag des Reichsverbandes der Kleingartenvereine Deutschlands. Frankfurt a. M: Reichsverb. d. Kleingartenvereine Deutschlands 1931 (Schriften des Reichsverbandes der Kleingartenvereine Deutschlands 21)

## Auszeichnungen
- Rote Kreuz-Medaille[10]